# Kidal (Kreis)

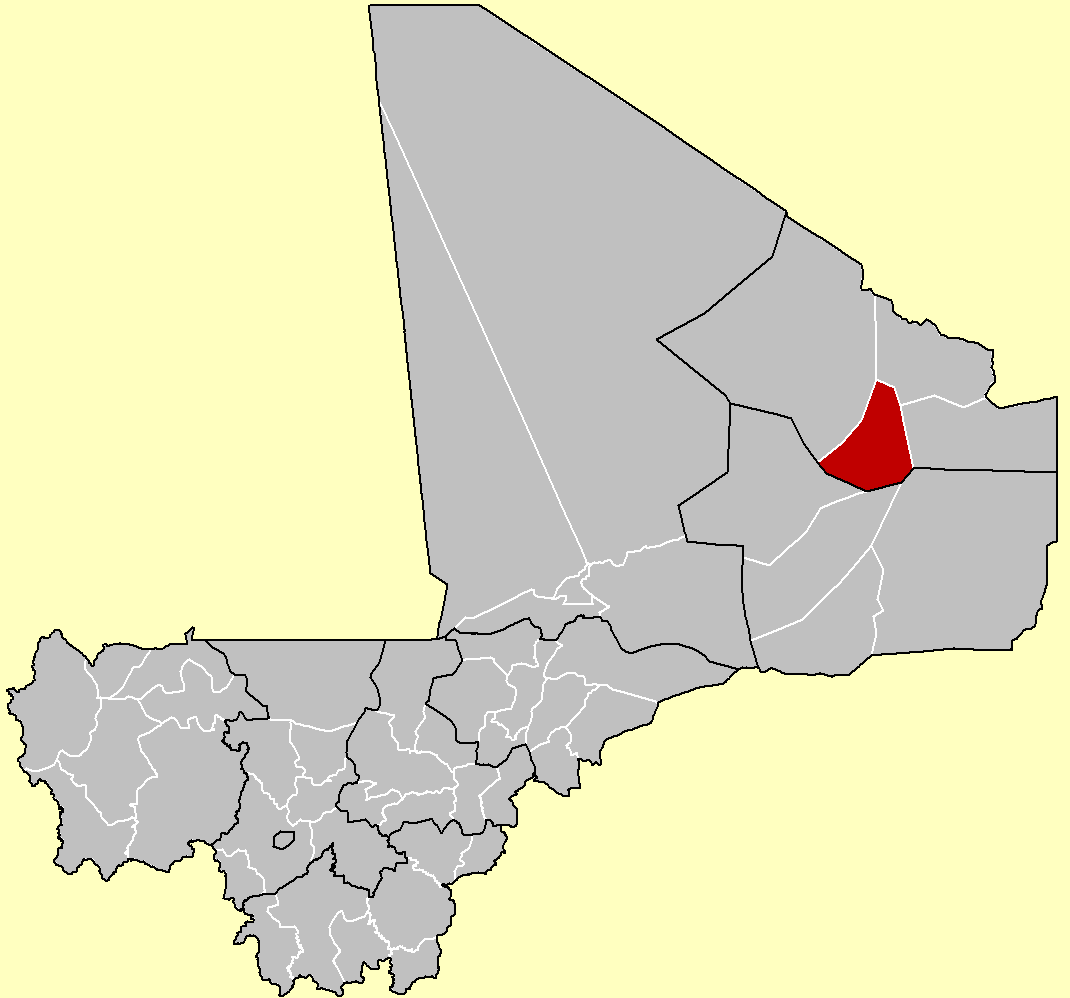
Kreis Kidal

Bevölkerung im Kreis Kidal (2009)

Kidal ist der Name eines Kreises (franz. cercle de Kidal) in der gleichnamigen Region Kidal in Mali.
Der Kreis teilt sich in drei Gemeinden, die Einwohnerzahl betrug beim Zensus 2009 33.087 Einwohner.
Gemeinden: Kidal (Hauptort), Anefif, Essouk.